# 艾莉莎·迪克森
艾莉莎·安妮特·迪克森（Alesha Anjanette Dixon，1978年10月7日—）是一位英国歌手、饒舌歌手、舞蹈家、电视名人和作家。她在2000年代初以R&B、英国车库和嘻哈组合Mis-Teeq的成员身份声名鹊起。該乐队于2005年解散，迪克森随后以独唱艺术家的身份从事音乐事业，并与寶麗多唱片签订了唱片合同。2006年，她录制了她的首张个人录音室专辑《Fired Up》，发行了她的首张单曲《Lipstick》，随后又发行了《Knockdown》，但其之後的人气下降，更被寶麗多唱片開除。 
2007年，她赢得了BBC One舞蹈比赛节目《舞動奇蹟（英國）》的第五季节目。她的电视曝光导致了一次成功的音乐回归，其中包括她与庇護所唱片公司的签约。  2008年，她发行了第二张录音室专辑《The Alesha Show》，该专辑在英国获得白金认证，并催生了单曲《The Boy Does Nothing》和《Breathe Slow》，后者成为她的最高排行榜单曲。
2009年，迪克森成为第七季《舞动奇蹟》的评委，次年，她发行了她的第三张录音室专辑《The Entertianer 》 。   2012年，在擔任《舞动奇蹟》第九季的评委后不久，迪克森辞去ITV选秀比赛英国達人的评委。 2015年，她的第四张录音室专辑《Do It for Love》于发行。 2020年，她担任美国达人：冠军赛的评委，2021年，她担任英國電視音樂比賽《Walk the Line》的评委。 2022年，迪克森将擔任《澳大利亞达人》第十季的評委。